# La Presa, Huiramba
La Presa är en ort i Mexiko.   Den ligger i kommunen Huiramba och delstaten Michoacán de Ocampo, i den södra delen av landet, 250 km väster om huvudstaden Mexico City. La Presa ligger 2 206 meter över havet och antalet invånare är 120.
Terrängen runt La Presa är lite bergig. Runt La Presa är det ganska tätbefolkat, med 179 invånare per kvadratkilometer. Närmaste större samhälle är Pátzcuaro, 13,8 km väster om La Presa. I omgivningarna runt La Presa växer huvudsakligen savannskog.